# Ruota (araldica)
Ruota è un termine utilizzato in araldica per indicarne una di cinque raggi e può averne di più. Simboleggia la fortuna, il favore dei potenti e la mutabilità. Per molti araldisti conta abitualmente otto raggi, per cui va blasonato l'eventuale numero diverso.

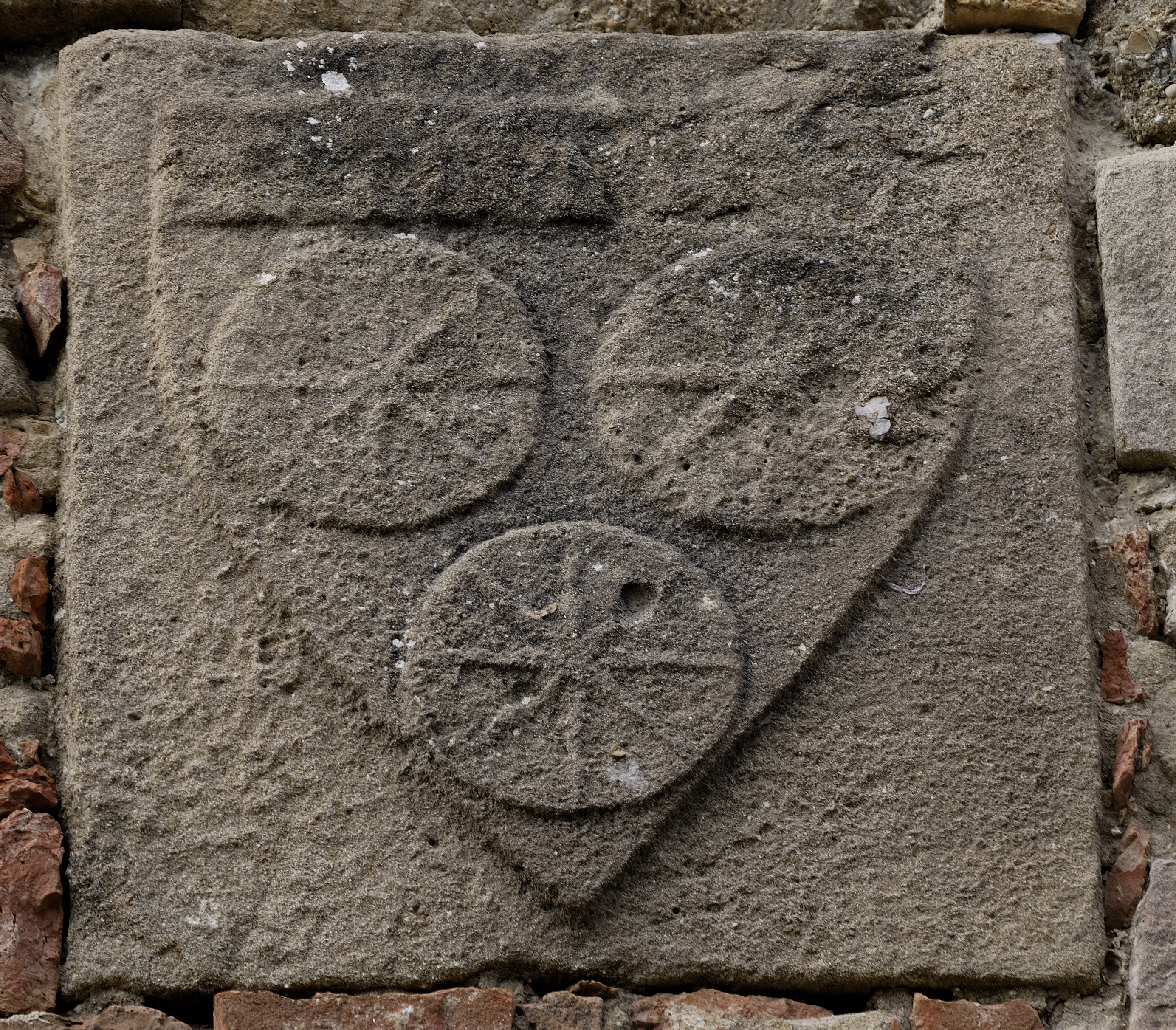
Stemma dei Lucardesi, murato nel castello di Lucardo
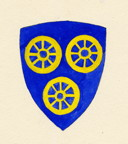
Stemma della famiglia Donzelli[1] (Toscana)
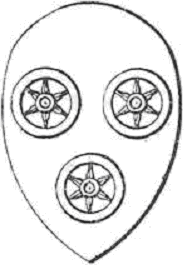
Tre ruote di sei raggi, dei Lucardesi[2] (Montespertoli, Firenze)
Traino di carro con le sue ruote (Anguillara Veneta)
D'argento, alla ruota ferroviaria a sette raggi di nero, con sette fiamme di rosso uscenti da ogni raggio (Lahti, Finlandia)
Ruota di rosso (Arrodets-ez-Angles, Francia)
D'argento alla banda di verde, carica di tre ruote d'oro (Valdaora)